# Vixniovka (Vorónej)
|  | Per a altres significats, vegeu «Vixniovka». |

Vixniovka (en rus: Вишнёвка) és un poble (un possiólok) de l'óblast de Vorónej, a Rússia, segons el cens del 2010 tenia 808 habitants.